# Wilbur Wright

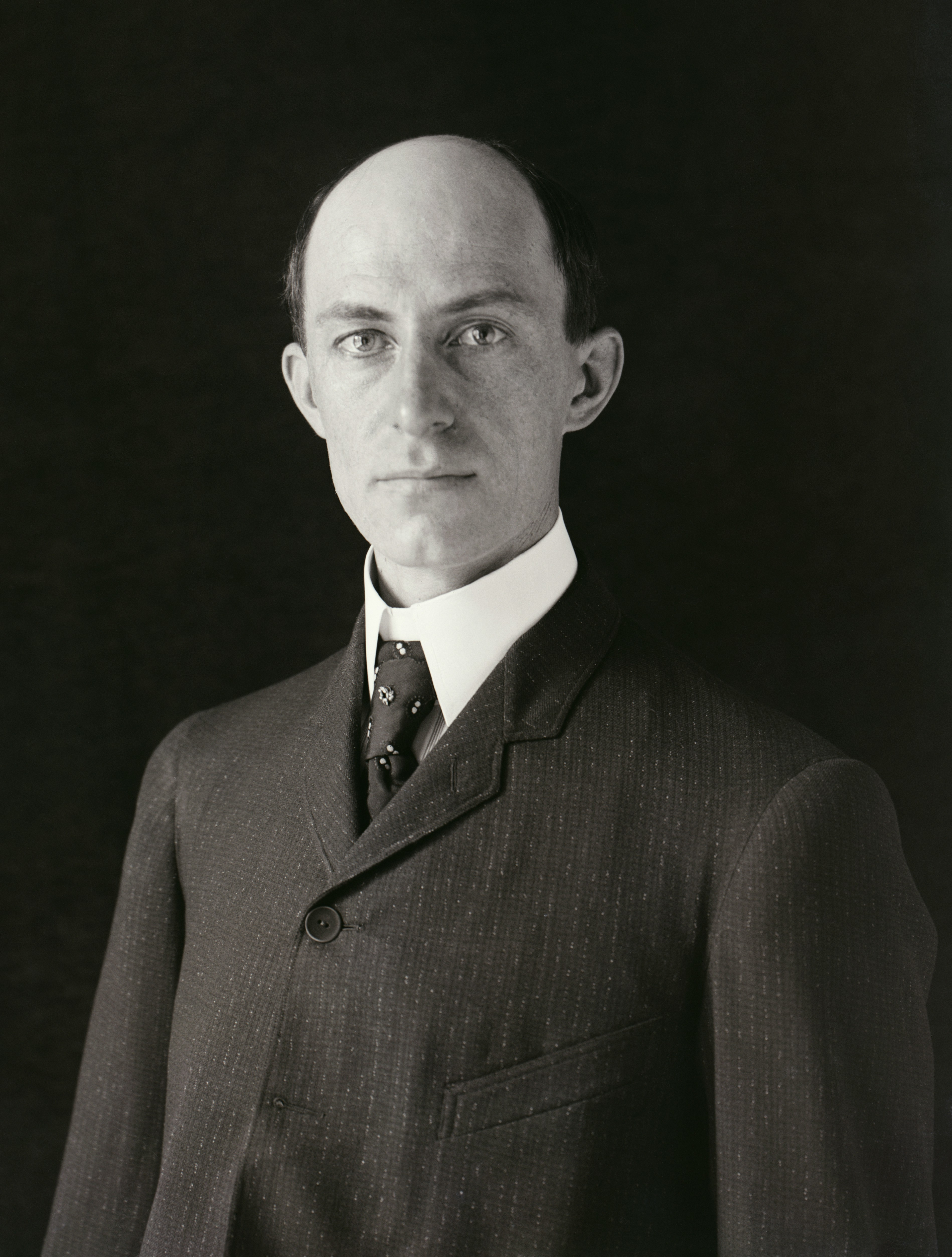
Wilbur Wright (1905)

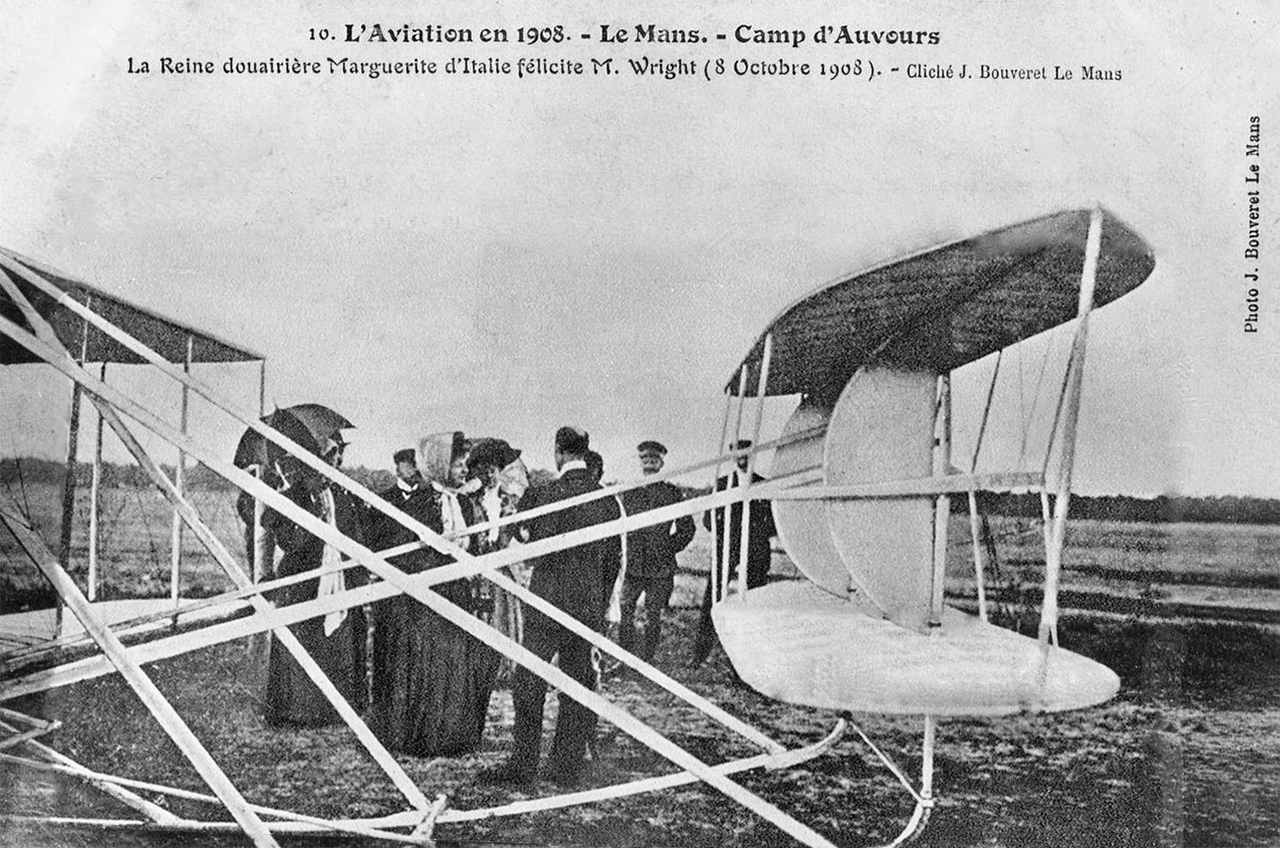
Margarethe von Italien und Wilbur Wright am 8. Oktober 1908 in Le Mans

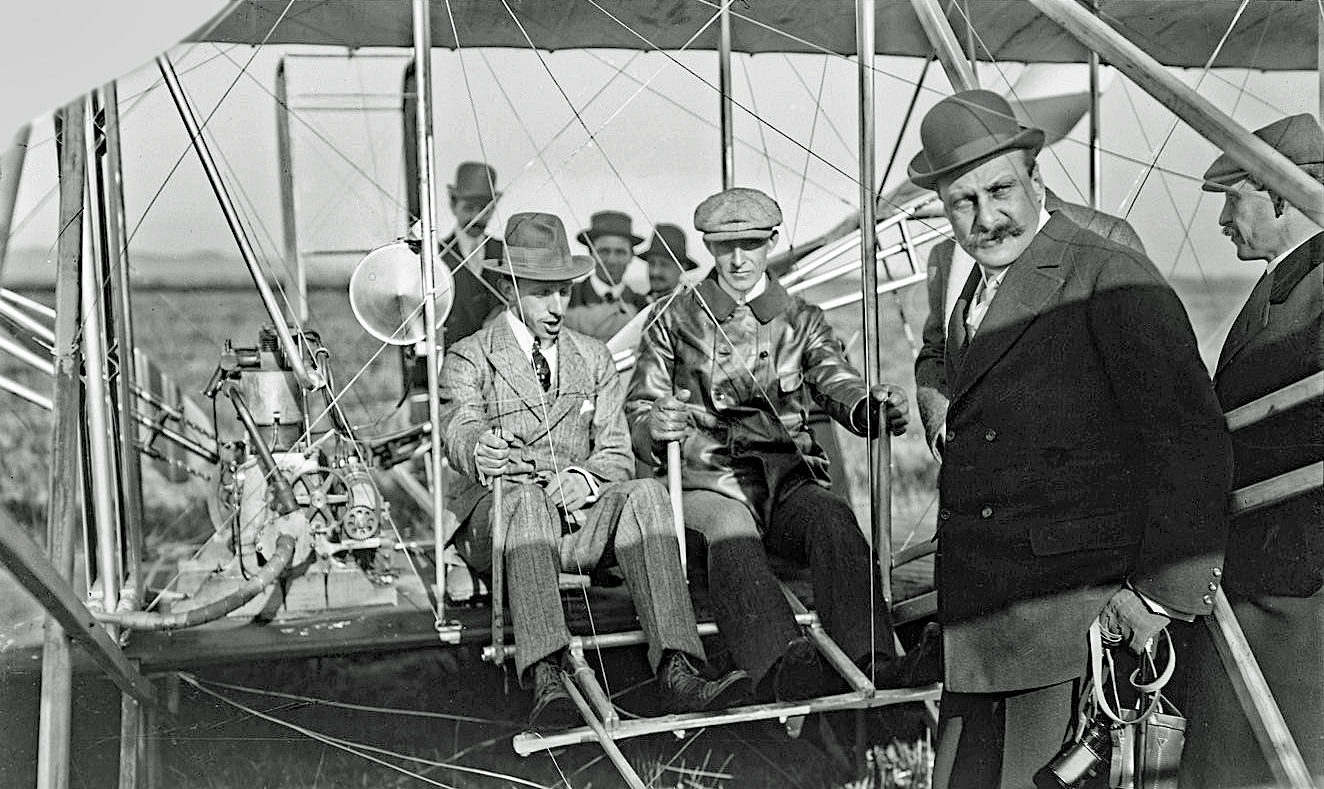
Alfons XIII. und Wilbur Wright am 20. Februar 1909 in Pau

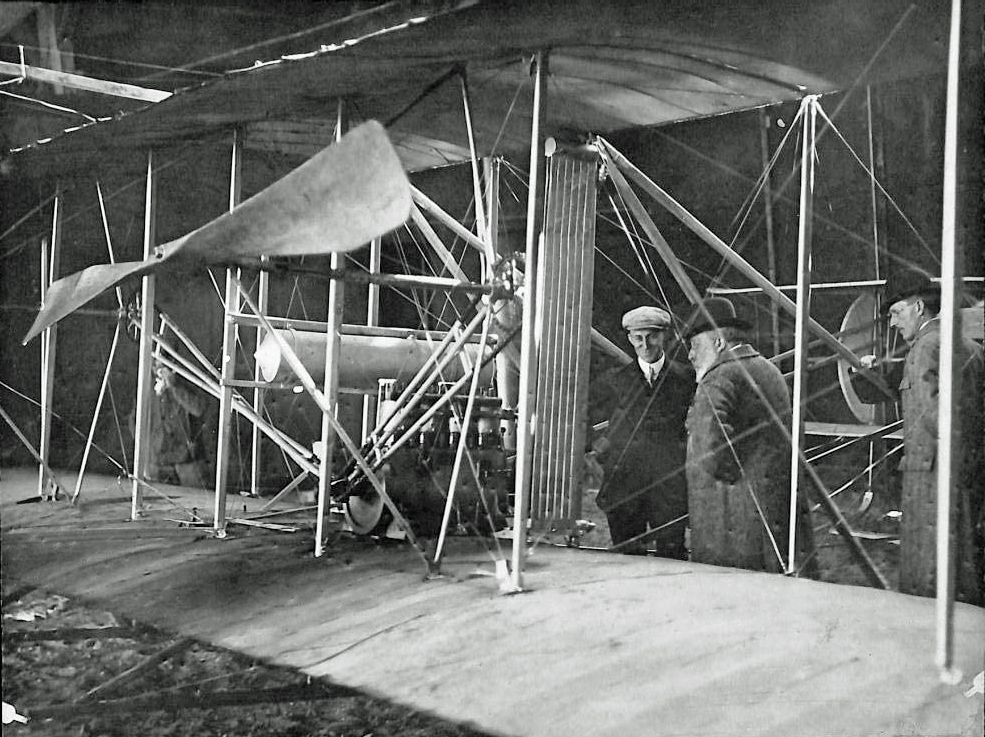
Eduard VII und Wilbur Wright am 17. März 1909 in Pau

Wilbur Wright (* 16. April 1867 in Mellville, Indiana, Vereinigte Staaten; † 30. Mai 1912 in Dayton, Ohio) war ein US-amerikanischer Flugzeugbauer. Ihm und seinem Bruder Orville Wright wird in ihrer Heimat USA nach wie vor der erste kontrollierte Motorflug zuerkannt. Näheres siehe Hauptartikel Brüder Wright.

## Öffentliche Vorführungen in Frankreich
Wilbur Wright kam im Mai 1908 nach Frankreich. Man schenkte den amerikanischen Flugberichten zu dieser Zeit keinen Glauben. Nach zehn Wochen Spott seit Ende Mai 1908 war sein erster Flug in Frankreich eine Genugtuung. Ein Wright Model A wurde von Mai 1908 bis August 1908 in den Werken von Le Mans zusammengebaut. Léon Bollée unterstützte Wilbur Wright mit seiner Fabrik und seiner Gastfreundschaft. Die Flugdemonstrationen bewiesen den technischen Vorsprung der Brüder Wright und stießen auf das begeisterte Interesse der französischen Öffentlichkeit. Zunächst hunderte Menschen aus der Umgebung, dann Tausende strömten zu den Flügen. Auch Prominente reisten an, so auch Königin Margherita von Italien, König Alfons XIII. von Spanien und König Edward VII. von England. Von den Ereignissen 1908 bis 1909 schoss Léon Bollèe 127 Duotone-Fotos. Wilbur starb drei Jahre nach seiner Rückkehr in die USA an Typhus. Léon starb ebenfalls ein Jahr nach dessen Tod. Die Witwe von Léon sandte 1920, als man in Le Mans ein Denkmal für Wilbur Wright errichtete, ein Fotoalbum mit Léons Bildern aus dieser Zeit an Wilburs jüngeren Bruder Orville Wright.
Wright verfasste unter anderem den Satz: „Das einzig gefährliche am Fliegen ist die Erde.“

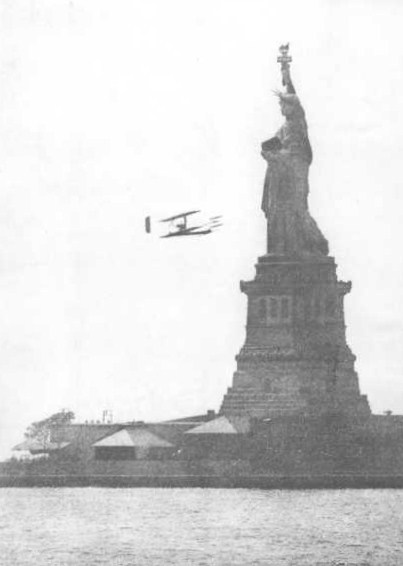
Wilbur Wright fliegt mit seinem Flugzeug um die Freiheitsstatue
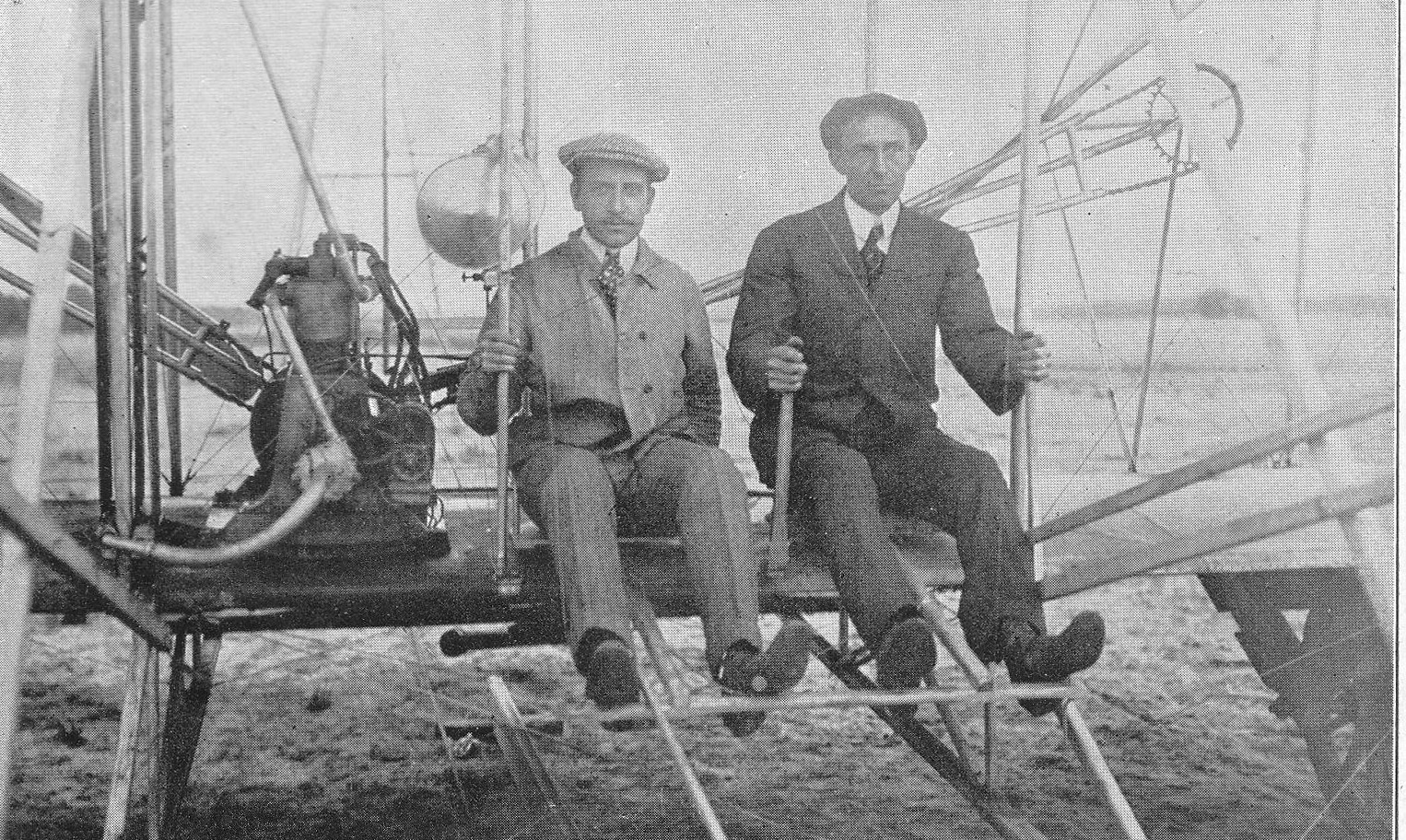
Wright (r.) in einer seiner Flugmaschinen

## Werke
- Wilbur Wright: Some Aeronautical Experiments. In: Western Society of Engineers (Hrsg.): Journal of the Western Society of Engineers. Dezember 1901, S. 489 (englisch, msstate.edu [abgerufen am 31. Oktober 2020]).